# Mujer-Mujer
 Mujer-Mujer es una película de Argentina filmada en colores dirigida por Bernardo Arias sobre el guion de Marta Alessio que se estrenó el 6 de agosto de 1987 y tuvo como actores principales a Arturo Bonín, Cristina del Valle, Gianni Lunadei, Nelly Panizza, Ricardo Lavié, Norman Erlich y Patricia Echegoyen.

## Sinopsis
Episodio Negocios son negocios
Una pareja disputa, al separarse, por una empresa quebrada.
Episodio El engaño
Para vengarse de una supuesta infidelidad de su novio, una joven posa desnuda para un pintor.
Episodio Un coche tapizado de rosa
Una aspirante a actriz elige a un obrero en lugar de un empresario.
Episodio La entrega
Luego de ser secuestrada una modelo finaliza secuestrando a su captor.

## Reparto
Intervienen en el filme los siguientes intérpretes:
Episodio Negocios son negocios
- Arturo Bonín
- Cristina del Valle
- Gianni Lunadei
- Norman Erlich

Episodio El engaño
- Arturo Bonín
- Nelly Panizza
- Patricia Echegoyen
- Hugo Caprera

Episodio Un coche tapizado de rosa
- Arturo Bonín
- Ricardo Lavié
- Susana Cart
- Ana Ferszt

Episodio La entrega
- Arturo Bonín
- Tito Mendoza
- Patricia Solía
- Jorge Bazá de Candia

## Comentarios
La Nación opinó:

«Un frustrado film…estructurado sin atender las mínimas reglas de toda narración cinematográfica…tampoco hay buen humos ni siquiera la inteligencia necesaria para tomar las cosas en solfa, y esbozar así una comedia grotesca sobre los vínculos amorosos.»

Clarín dijo:

«Más historias que eficacia.»

Marcelo Fernández en El Cronista Comercial dijo:

«Pretende ser una película (pomposamente) eróticamente divertida. Desde cualquier punto de vista no debe verse.»

Manrupe y Portela escriben:

«Floja comedia con…bastantes desnudos y poca gracia.»